# Giro d'Italia 2007
90. ročník Giro d'Italia byl poprvé představen 2. prosince 2006 v Teatro degli Arcimboldi v Miláně. Zahajuje se 12. května 2007 v Caprera, aby se peloton po 21 etapách a 3442 km dostal do cílového města, kterým je jako obvykle Milán.

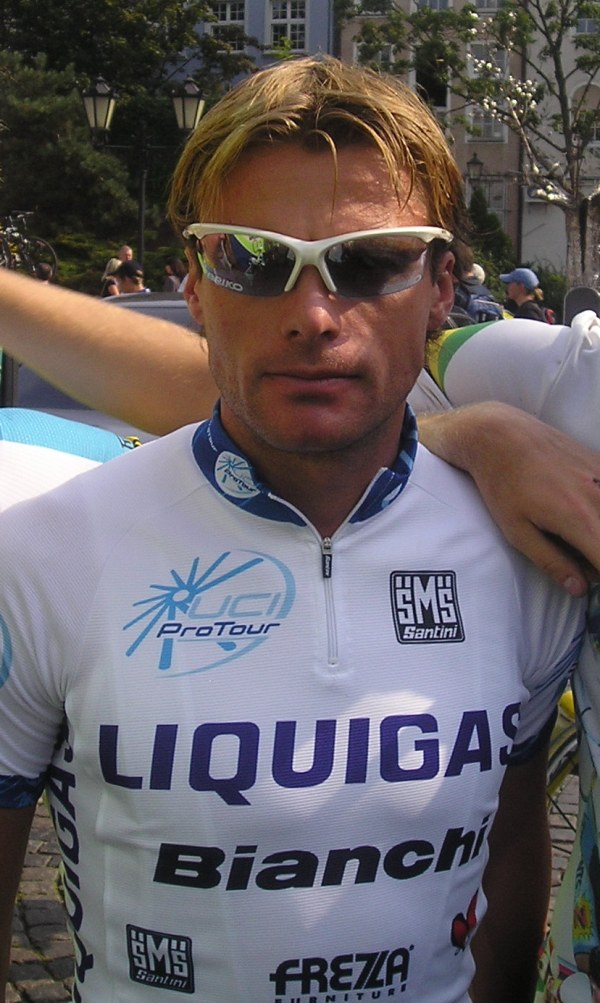
Vítěz Danilo Di Luca
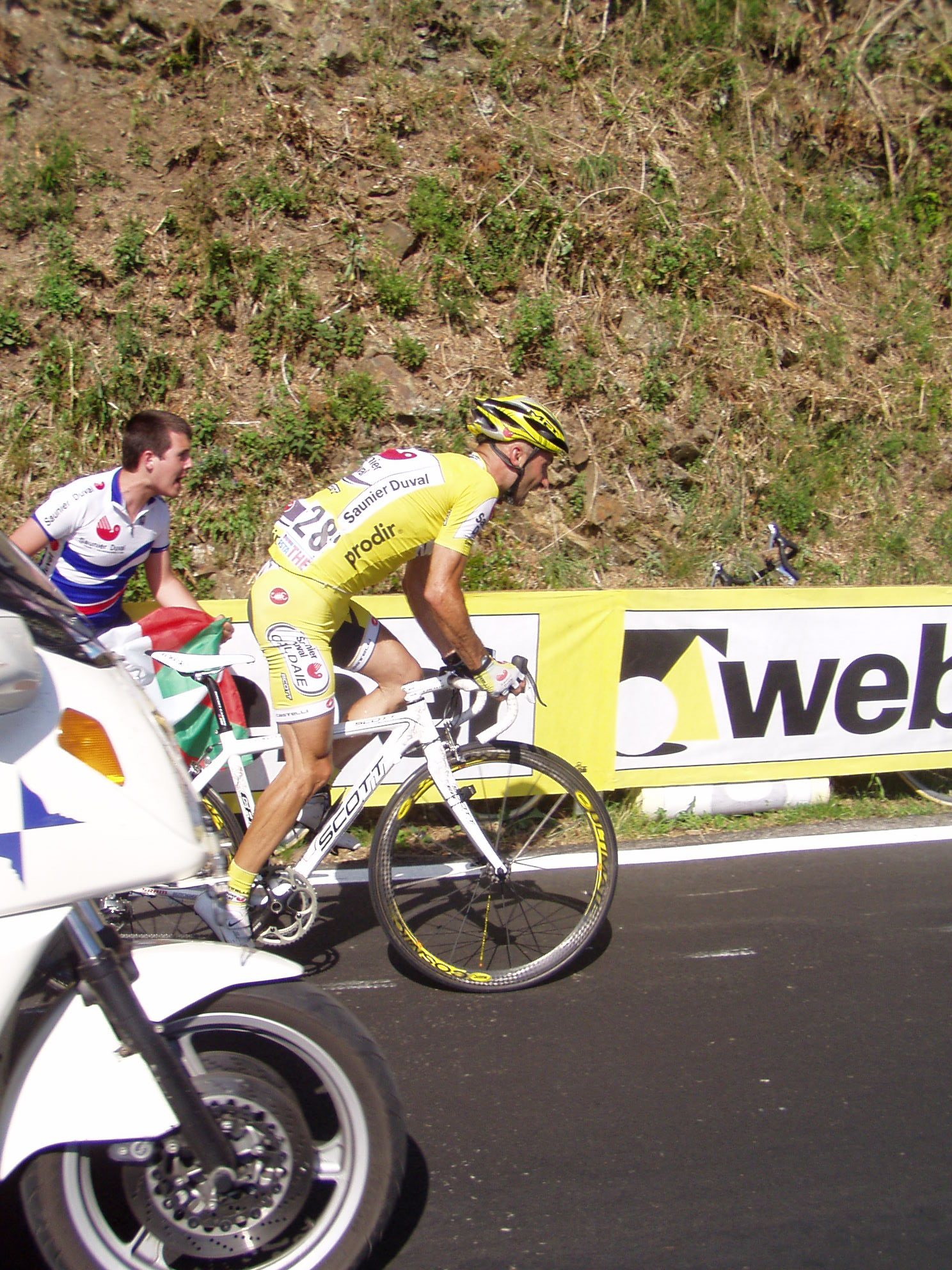
Vrchař Leonardo Piepoli
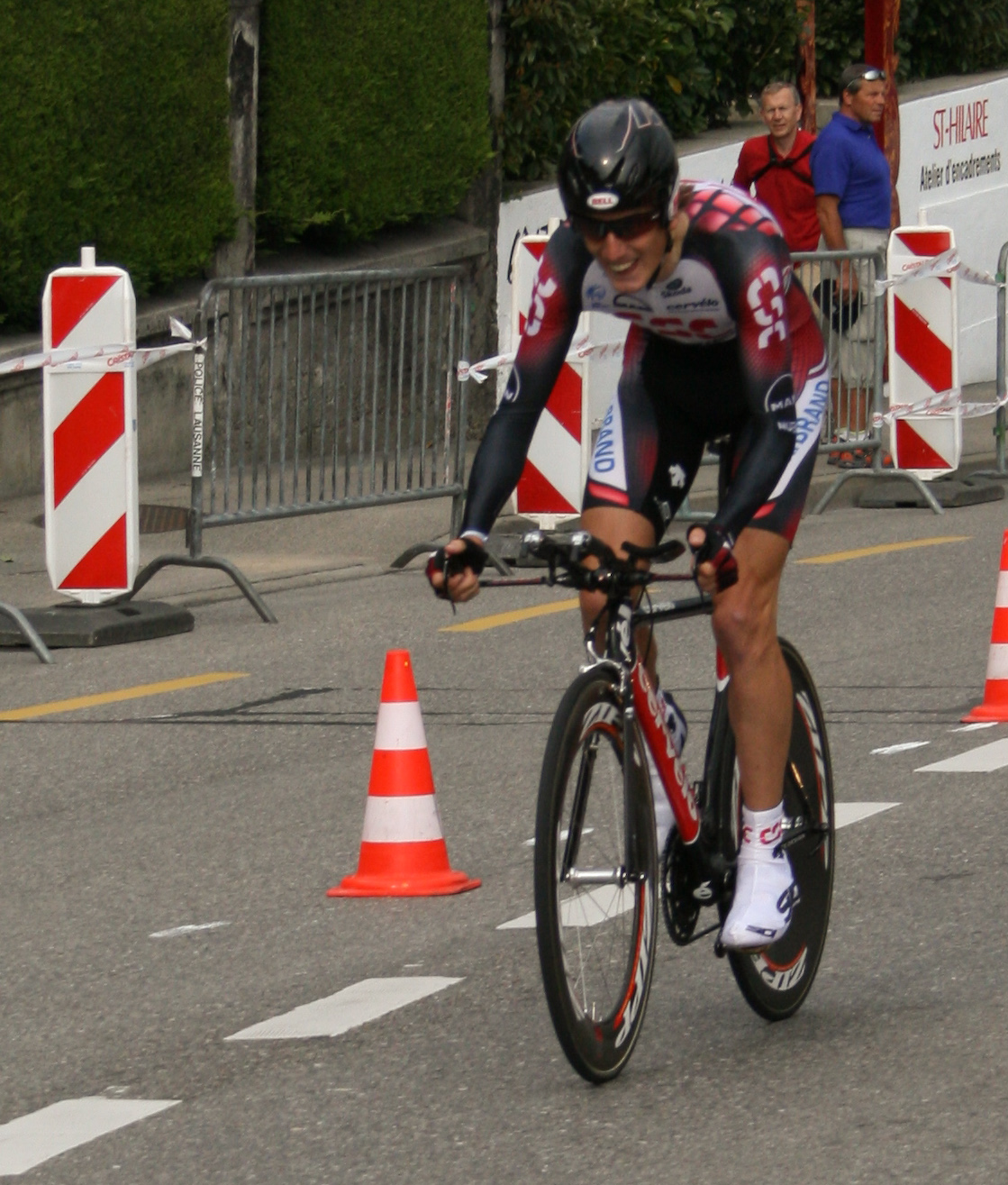
Mladý cyklista Andy Schleck
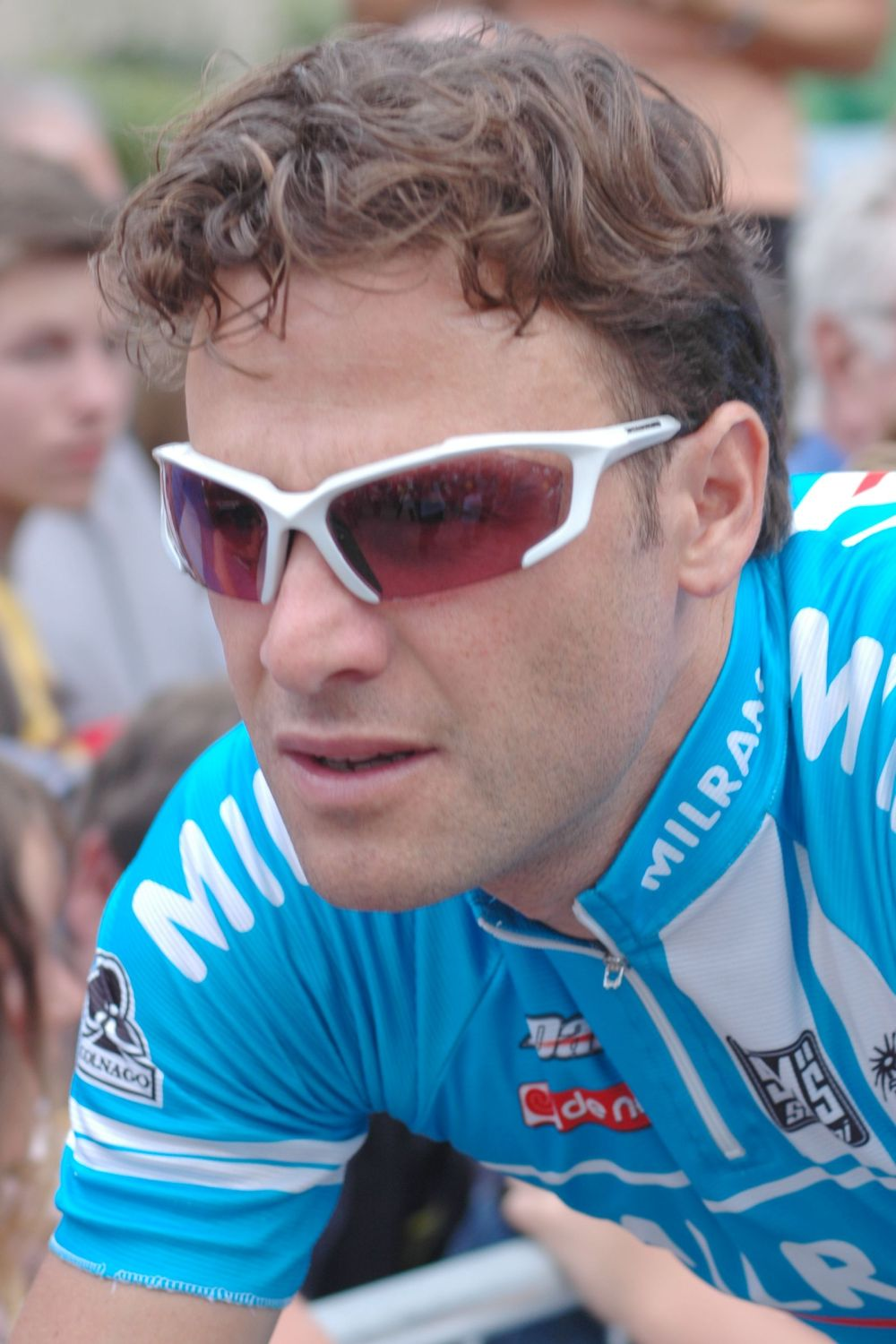
Sprinter Alessandro Petacchi

## Zajímavosti
Naposled Giro startovalo na Sardinii v roce 1991. Caprera byla vybrána jako vzpomínka na Garibaldiho, oslava dvoustého výročí od jeho narození.
Dva dny odpočinku: 15. května (přesun cyklistů ze Sardinie na pevninu) a 28. května (po etapách v Dolomitech).
Dvakrát překročí peloton hranice : během 12. etapy dorazí cyklisté do Briançon, ve Francii, dále 29. května (16. etapa) navštíví Rakousko, / Lienz.
Znovu se začne udělovat Bílý trikot, jako hodnocení cyklistů, kteří se narodili do roku 1982. Tento trikot se naposled uděloval v roce 1994, a posledním držitelem se stal Eugeni Berzin.
198 cyklistů zapsaných do startovní listiny (197 startovalo), rozdělených do 22 týmu (19 týmu z UCI ProTour, 3 přizvané).
Startovní číslo jedna, které nosí obhájce prvenství z předešlého ročníku Gira, tento rok bylo přiděleno Bettinimu (nositel duhového trikotu mistra světa), na místo Bassa , který se z letošního ročníku odhlásil.
Jsou vypsány bonusy v hodnotě 20, 12 a 8 sekund pro první tři klasifikované v každé etapě a pro Traguardi Garibaldi (6", 4" a 2").

## Etapy
| Datum | Etapa                                                   | Délka   | Vítěz                       | V růžovém         |
| ----- | ------------------------------------------------------- | ------- | --------------------------- | ----------------- |
| 12.5. | Caprera-La Maddalena                                    | 25,6 km | Liquigas                    | Enrico Gasparotto |
| 13.5. | Tempio Pausania-Bosa                                    | 203 km  | Robbie McEwen               | Danilo Di Luca    |
| 14.5. | Barumini-Cagliari                                       | 195 km  | Alessandro Petacchi         | Enrico Gasparotto |
| 16.5. | Salerno-Montevergino di Mercogliano                     | 158 km  | Danilo Di Luca              | Danilo Di Luca    |
| 17.5. | Teano-Frascati                                          | 172 km  | Robert Förster              | Danilo Di Luca    |
| 18.5. | Tivoli-Spoleto                                          | 181 km  | Luis Felipe Laverde Jimenez | Marco Pinotti     |
| 19.5. | Spoleto-Scarperia                                       | 239 km  | Alessandro Petacchi         | Marco Pinotti     |
| 20.5. | Barberino di Mugello-Fiorano Modenese                   | 194 km  | Kurt-Asle Arvesen           | Marco Pinotti     |
| 21.5. | Reggio nell'Emilia-Lido di Camaiore                     | 182 km  | Danilo Napolitano           | Marco Pinotti     |
| 22.5. | Lido di Camaiore-Santuario Nostra Signora della Guardia | 230 km  | Leonardo Piepoli            | Andrea Noè        |
| 23.5. | Serravalle Scrivia-Pinerolo                             | 192 km  | Alessandro Petacchi         | Andrea Noè        |
| 24.5. | Scalenghe-Briançon                                      | 163 km  | Danilo Di Luca              | Danilo Di Luca    |
| 25.5. | Biella-Santuario di Oropa                               | 13 km   | Marzio Bruseghin            | Danilo Di Luca    |
| 26.5. | Cantù-Bergamo                                           | 181 km  | Stefano Garzelli            | Danilo Di Luca    |
| 27.5. | Trento-Tre Cime                                         | 190 km  | Riccardo Riccò              | Danilo Di Luca    |
| 29.5. | Agordo-Lienz                                            | 196 km  | Stefano Garzelli            | Danilo Di Luca    |
| 30.5. | Lienz-Monte Zoncolan                                    | 146 km  | Gilberto Simoni             | Danilo Di Luca    |
| 31.5. | Udine-Riese Pio X                                       | 182 km  | Alessandro Petacchi         | Danilo Di Luca    |
| 1.6.  | Treviso-Comano Terme                                    | 178 km  | Iban Mayo                   | Danilo Di Luca    |
| 2.6.  | Bardolino-Verona                                        | 42 km   | Paolo Savoldelli            | Danilo Di Luca    |
| 3.6.  | Vestone-Milano                                          | 181 km  | Alessandro Petacchi         | Danilo Di Luca    |

### Prolog -12. květen2007,Caprera-La Maddalena, 25,6 km (TTT)
|   | Tým      | Čas    | UCI ProTour body |
| - | -------- | ------ | ---------------- |
| 1 | Liquigas | 33:38  | 8                |
| 2 | Astana   | á 0:13 | 4                |
| 3 | CSC      | á 0:30 | 2                |

|   | Cyklista          | Tým      | Čas   |
| - | ----------------- | -------- | ----- |
| 1 | Enrico Gasparotto | Liquigas | 33:38 |
| 2 | Danilo Di Luca    | Liquigas | +0    |
| 3 | Vincenzo Nibali   | Liquigas | +0    |

### 2. etapa -13. květen2007,Tempio Pausania-Bosa, 203 km
|   | Cyklista            | Tým | Čas           | UCI ProTour body |
| - | ------------------- | --- | ------------- | ---------------- |
| 1 | Robbie McEwen       | PRL | 5:07:13 + 20s | 8                |
| 2 | Paolo Bettini       | QSI | s.č. +12s     | 4                |
| 3 | Alessandro Petacchi | MRM | s.č. +8s      | 2                |

|   | Cyklista          | Tým | Čas     |
| - | ----------------- | --- | ------- |
| 1 | Danilo Di Luca    | LIQ | 5:40:51 |
| 2 | Enrico Gasparotto | LIQ | s.č.    |
| 3 | Vincenzo Nibali   | LIQ | s.č.    |

### 3. etapa -14. květen2007,Barumini-Cagliari, 195 km
|   | Cyklista                  | Tým | Čas        | UCI ProTour body |
| - | ------------------------- | --- | ---------- | ---------------- |
| 1 | Alessandro Petacchi       | MRM | 4h 22' 57" | 8                |
| 2 | Robert Förster            | GST | s.č.       | 4                |
| 3 | Ariel Maximiliano Richeze | PAN | s.č.       | 2                |

|   | Cyklista          | Tým | Čas        |
| - | ----------------- | --- | ---------- |
| 1 | Enrico Gasparotto | LIQ | 10h 3' 48" |
| 2 | Danilo Di Luca    | LIQ | + 0:00     |
| 3 | Andrea Noè        | LIQ | + 0:00     |

### 4. etapa -16. květen2007,Salerno-Montevergino di Mercogliano, 158 km
|   | Cyklista       | Tým | Čas     | UCI ProTour body |
| - | -------------- | --- | ------- | ---------------- |
| 1 | Danilo Di Luca | LIQ | 4:22:42 | 8                |
| 2 | Riccardo Ricco | SDV | s.č     | 4                |
| 3 | Damiano Cunego | LAM | s.č     |                  |

|   | Cyklista          | Tým | Čas      |
| - | ----------------- | --- | -------- |
| 1 | Danilo Di Luca    | LIQ | 14:26:10 |
| 2 | Franco Pellizotti | LIQ | +0,26    |
| 3 | Andrea Noè        | LIQ | +0,35    |

### 5. etapa -17. květen2007,Teano-Frascati, 172 km
|   | Cyklista            | Tým | Čas     | UCI ProTour body |
| - | ------------------- | --- | ------- | ---------------- |
| 1 | Robert Förster      | GST | 4:17:02 | 8                |
| 2 | Thor Hushovd        | C.A | s.č.    | 4                |
| 3 | Alessandro Petacchi | MRM | s.č.    | 2                |

|   | Cyklista          | Tým      | Čas      |
| - | ----------------- | -------- | -------- |
| 1 | Danilo Di Luca    | LIQ      | 18:43:12 |
| 2 | Franco Pellizotti | LIQ      | +0,26    |
| 3 | Andrea Noè        | Liquigas | +0,35    |

### 6. etapa -18. květen2007,Tivoli-Spoleto, 181 km
|   | Cyklista                    | Tým | Čas     | UCI ProTour body |
| - | --------------------------- | --- | ------- | ---------------- |
| 1 | Luis Felipe Laverde Jimenez | PAN | 4:58:23 | 8                |
| 2 | Marco Pinotti               | TMO | s.č.    | 4                |
| 3 | Christophe Kern             | C.A | 1:30    | 2                |

|   | Cyklista       | Tým | Čas      |
| - | -------------- | --- | -------- |
| 1 | Marco Pinotti  | TMO | 23:44:32 |
| 2 | Hubert Schwab  | QSI | + 3:30   |
| 3 | Danilo Di Luca | LIQ | + 4:12   |

### 7. etapa -19. květen2007,:Spoleto-Scarperia, 239 km
|   | Cyklista            | Tým | Čas     | UCI ProTour body |
| - | ------------------- | --- | ------- | ---------------- |
| 1 | Alessandro Petacchi | MRM | 6:14:44 | 8                |
| 2 | Thor Hushovd        | C.A | s.č.    | 4                |
| 3 | Paolo Bettini       | QSI | s.č.    | 2                |

|   | Cyklista       | Tým | Čas      |
| - | -------------- | --- | -------- |
| 1 | Marco Pinotti  | TMO | 29:59:16 |
| 2 | Hubert Schwab  | QSI | +3:30    |
| 3 | Danilo Di Luca | LIQ | +4:12    |

### 8. etapa -20. květen2007,Barberino di Mugello-Fiorano Modenese, 194 km
|   | Cyklista          | Tým | Čas     | UCI ProTour body |
| - | ----------------- | --- | ------- | ---------------- |
| 1 | Kurt-Asle Arvesen | CSC | 4:44:59 | 8                |
| 2 | Paolo Bettini     | QSI | s.č.    | 4                |
| 3 | Assan Bazayev     | AST | s.č.    | 2                |

|   | Cyklista         | Tým | Čas      |
| - | ---------------- | --- | -------- |
| 1 | Marco Pinotti    | TMO | 34:48:34 |
| 2 | Andrea Noe       | LIQ | + 0:28   |
| 3 | Serguei Jakovlev | AST | + 0:54   |

### 9. etapa -21. květen2007,Reggio nell'Emilia-Lido di Camaiore, 182 km
|   | Cyklista            | Tým | Čas     | UCI ProTour body |
| - | ------------------- | --- | ------- | ---------------- |
| 1 | Danilo Napolitano   | LAM | 4:57:08 | 8                |
| 2 | Robbie McEwen       | PRL | s.č.    | 4                |
| 3 | Alessandro Petacchi | MRM | s.č.    | 2                |

|   | Cyklista         | Tým | Čas      |
| - | ---------------- | --- | -------- |
| 1 | Marco Pinotti    | TMO | 39:45:42 |
| 2 | Andrea Noe       | LIQ | + 0:28   |
| 3 | Serguei Jakovlev | AST | + 0:54   |

### 10. etapa -22. květen2007,Lido di Camaiore-Santuario Nostra Signora della Guardia, 230 km
|   | Cyklista         | Tým | Čas     | UCI ProTour body |
| - | ---------------- | --- | ------- | ---------------- |
| 1 | Leonardo Piepoli | SDV | 6:19:07 | 8                |
| 2 | Danilo Di Luca   | LIQ | 0:18    | 4                |
| 3 | Andy Schleck     | CSC | 0:27    | 2                |

|   | Cyklista           | Tým | Čas      |
| - | ------------------ | --- | -------- |
| 1 | Andrea Noé         | LIQ | 46:06:09 |
| 2 | Marzio Bruseghin   | LAM | + 1:08   |
| 3 | David Arroyo Duran | GCE | + 1:15   |

### 11. etapa -23. květen2007,Serravalle Scrivia-Pinerolo, 192 km
|   | Cyklista            | Tým | Čas     | UCI ProTour body |
| - | ------------------- | --- | ------- | ---------------- |
| 1 | Alessandro Petacchi | MRM | 5:46:59 | 8                |
| 2 | Gabriele Balducci   | ASA | s.č.    | 4                |
| 3 | Robbie McEwen       | PRL | s.č.    | 2                |

|   | Cyklista           | Tým | Čas      |
| - | ------------------ | --- | -------- |
| 1 | Andrea Noé         | LIQ | 51:53:08 |
| 2 | Marzio Bruseghin   | LAM | + 1:08   |
| 3 | David Arroyo Duran | GCE | + 1:15   |

### 12. etapa -24. květen2007,Scalenghe-Briançon, 163 km
|   | Cyklista        | Tým | Čas     | UCI ProTour body |
| - | --------------- | --- | ------- | ---------------- |
| 1 | Danilo Di Luca  | LIQ | 4:46:39 | 8                |
| 2 | Gilberto Simoni | SDV | s.č.    | 4                |
| 3 | Andy Schleck    | CSC | 0:07    | 2                |

|   | Cyklista           | Tým | Čas      |
| - | ------------------ | --- | -------- |
| 1 | Danilo Di Luca     | LIQ | 56:42:25 |
| 2 | Marzio Bruseghin   | LAM | + 1:03   |
| 3 | David Arroyo Duran | GCE | + 1:16   |

### 13. etapa -25. květen2007,Biella-Santuario di Oropa, 13 km (ITT)
|   | Cyklista         | Tým | Čas   | UCI ProTour body |
| - | ---------------- | --- | ----- | ---------------- |
| 1 | Marzio Bruseghin | LAM | 28:55 | 8                |
| 2 | Leonardo Piepoli | SDV | 0:01  | 4                |
| 3 | Danilo Di Luca   | LIQ | 0:08  | 2                |

|   | Cyklista         | Tým | Čas      |
| - | ---------------- | --- | -------- |
| 1 | Danilo Di Luca   | LIQ | 57:11:28 |
| 2 | Marzio Bruseghin | LAM | + 0:55   |
| 3 | Andy Schleck     | CSC | + 1:57   |

### 14. etapa -26. květen2007,Cantù-Bergamo, 181 km
|   | Cyklista         | Tým | Čas     | UCI ProTour body |
| - | ---------------- | --- | ------- | ---------------- |
| 1 | Stefano Garzelli | ASA | 4:58:34 | 8                |
| 2 | Gilberto Simoni  | SDV | s.č.    | 4                |
| 3 | Paolo Bettini    | QSI | s.č.    | 2                |

|   | Cyklista         | Tým | Čas      |
| - | ---------------- | --- | -------- |
| 1 | Danilo Di Luca   | LIQ | 62:10:40 |
| 2 | Marzio Bruseghin | LAM | + 0:55   |
| 3 | Andy Schleck     | CSC | + 1:57   |

### 15. etapa -27. květen2007,Trento-Tre Cime di Lavaredo, 190 km
|   | Cyklista                | Tým | Čas     | UCI ProTour body |
| - | ----------------------- | --- | ------- | ---------------- |
| 1 | Riccardo Riccò          | SDV | 5:47:22 | 8                |
| 2 | Leonardo Piepoli        | SDV | s.č.    | 4                |
| 3 | Ivan Ramiro Parra Pinto | COF | 0:10    | 2                |

|   | Cyklista       | Tým | Čas      |
| - | -------------- | --- | -------- |
| 1 | Danilo Di Luca | LIQ | 68:00:55 |
| 2 | Eddy Mazzoleni | AST | + 1:51   |
| 3 | Andy Schleck   | CSC | + 2:56   |

### 16. etapa -29. květen2007,Agordo-Lienz, 196 km
|   | Cyklista                 | Tým | Čas     | UCI ProTour body |
| - | ------------------------ | --- | ------- | ---------------- |
| 1 | Stefano Garzelli         | ASA | 5:34:07 | 8                |
| 2 | Laurent Mangel           | A2R | 1:01    | 4                |
| 3 | Ricardo Serrano Gonzalez | TCS | 1:01    | 2                |

|   | Cyklista       | Tým | Čas      |
| - | -------------- | --- | -------- |
| 1 | Danilo Di Luca | LIQ | 73:43:12 |
| 2 | Eddy Mazzoleni | AST | + 1:51   |
| 3 | Andy Schleck   | CSC | + 2:56   |

### 17. etapa -30. květen2007,Lienz-Monte Zoncolan, 146 km
|   | Cyklista         | Tým | Čas     | UCI ProTour body |
| - | ---------------- | --- | ------- | ---------------- |
| 1 | Gilberto Simoni  | SDV | 3:51:52 | 8                |
| 2 | Leonardo Piepoli | SDV | s.č.    | 4                |
| 3 | Andy Schleck     | CSC | 0:07    | 2                |

|   | Cyklista        | Tým | Čas      |
| - | --------------- | --- | -------- |
| 1 | Danilo Di Luca  | LIQ | 77:35:35 |
| 2 | Andy Schleck    | CSC | + 2:24   |
| 3 | Gilberto Simoni | SDV | + 2:28   |

### 18. etapa -31. květen2007,Udine-Riese Pio X, 182 km
|   | Cyklista                  | Tým | Čas     | UCI ProTour body |
| - | ------------------------- | --- | ------- | ---------------- |
| 1 | Alessandro Petacchi       | MRM | 4:32:51 | 8                |
| 2 | Ariel Maximiliano Richeze | PAN | s.č.    | 4                |
| 3 | Matti Breschel            | CSC | s.č.    | 2                |

|   | Cyklista        | Tým | Čas      |
| - | --------------- | --- | -------- |
| 1 | Danilo Di Luca  | LIQ | 82:08:26 |
| 2 | Andy Schleck    | CSC | + 2:24   |
| 3 | Gilberto Simoni | SDV | + 2:28   |

### 19. etapa -1. červen2007,Treviso-Comano Terme, 178 km
|   | Cyklista          | Tým | Čas     | UCI ProTour body |
| - | ----------------- | --- | ------- | ---------------- |
| 1 | Iban Mayo         | SDV | 4:34:49 | 8                |
| 2 | Giovanni Visconti | QSI | 0:43    | 4                |
| 3 | Marco Marzano     | LAM | 1:04    | 2                |

|   | Cyklista        | Tým | Čas      |
| - | --------------- | --- | -------- |
| 1 | Danilo Di Luca  | LIQ | 86:46:28 |
| 2 | Andy Schleck    | CSC | + 2:24   |
| 3 | Gilberto Simoni | SDV | + 2:28   |

### 20. etapa -2. červen2007,Bardolino-Verona, 42 km (ITT)
|   | Cyklista         | Tým | Čas   | UCI ProTour body |
| - | ---------------- | --- | ----- | ---------------- |
| 1 | Paolo Savoldelli | AST | 52:20 | 8                |
| 2 | Eddy Mazzoleni   | AST | 0:36  | 4                |
| 3 | David Zabriskie  | CSC | 0:38  | 2                |

|   | Cyklista       | Tým | Čas      |
| - | -------------- | --- | -------- |
| 1 | Danilo Di Luca | LIQ | 87:40:45 |
| 2 | Andy Schleck   | CSC | + 1:55   |
| 3 | Eddy Mazzoleni | AST | + 2:25   |

### 21. etapa -3. červen2007,Vestone-Milano, 181 km
|   | Cyklista                  | Tým | Čas     | UCI ProTour body |
| - | ------------------------- | --- | ------- | ---------------- |
| 1 | Alessandro Petacchi       | MRM | 5:18:54 | 8                |
| 2 | Ariel Maximiliano Richeze | PAN | s.č.    | 4                |
| 3 | Paolo Bettini             | QSI | s.č.    | 2                |

|   | Cyklista       | Tým | Čas      |
| - | -------------- | --- | -------- |
| 1 | Danilo Di Luca | LIQ | 92:59:39 |
| 2 | Andy Schleck   | CSC | + 1:55   |
| 3 | Eddy Mazzoleni | AST | + 2:25   |

## Přehled držitelů trikotů
| **                              |                                 |                                  |                                     |                              | **                        | **                        |
| Etapa (Vítěz)                   | Celková klasifikace Maglia rosa | Klasifikace vrchařů Maglia verde | Bodová klasifikace Maglia ciclamino | Mladý cyklista Maglia bianca | Trofej Nej. Team          | Trofej Super Team         |
| ------------------------------- | ------------------------------- | -------------------------------- | ----------------------------------- | ---------------------------- | ------------------------- | ------------------------- |
| 1. etapa (Liquigas)             | Enrico Gasparotto               | Není                             | Není                                | Enrico Gasparotto            | Liquigas                  | Liquigas                  |
| 2. etapa (Robbie McEwen)        | Danilo Di Luca                  | Pavel Brutt                      | Robbie McEwen                       | Enrico Gasparotto            | Liquigas                  | Astana                    |
| 3. etapa (Alessandro Petacchi)  | Enrico Gasparotto               | Pavel Brutt                      | Alessandro Petacchi                 | Enrico Gasparotto            | Liquigas                  | Caisse d'Epargne          |
| 4. etapa (Danilo Di Luca)       | Danilo Di Luca                  | Danilo Di Luca                   | Robbie McEwen                       | Vincenzo Nibali              | Liquigas                  | Liquigas                  |
| 5. etapa (Robert Förster)       | Danilo Di Luca                  | Danilo Di Luca                   | Alessandro Petacchi                 | Vincenzo Nibali              | Liquigas                  | Lampre-Fondital           |
| 6. etapa (Luis Felipe Laverde)  | Marco Pinotti                   | Luis Felipe Laverde              | Alessandro Petacchi                 | Hubert Schwab                | Ceramica Panaria-Navigare | Ceramica Panaria-Navigare |
| 7. etapa (Alessandro Petacchi)  | Marco Pinotti                   | Luis Felipe Laverde              | Alessandro Petacchi                 | Hubert Schwab                | Ceramica Panaria-Navigare | Ceramica Panaria-Navigare |
| 8. etapa (Kurt-Asle Arvesen)    | Marco Pinotti                   | Luis Felipe Laverde              | Alessandro Petacchi                 | Alexandr Arekeev             | Lampre-Fondital           | Ceramica Panaria-Navigare |
| 9. etapa (Danilo Napolitano)    | Marco Pinotti                   | Luis Felipe Laverde              | Alessandro Petacchi                 | Alexandr Arekeev             | Lampre-Fondital           | Ceramica Panaria-Navigare |
| 10. etapa (Leonardo Piepoli)    | Andrea Noè                      | Danilo Di Luca                   | Alessandro Petacchi                 | Andy Schleck                 | Lampre-Fondital           | Lampre-Fondital           |
| 11. etapa (Alessandro Petacchi) | Andrea Noè                      | Danilo Di Luca                   | Alessandro Petacchi                 | Andy Schleck                 | Lampre-Fondital           | Lampre-Fondital           |
| 12. etapa (Danilo Di Luca)      | Danilo Di Luca                  | Danilo Di Luca                   | Alessandro Petacchi                 | Andy Schleck                 | Lampre-Fondital           | Lampre-Fondital           |
| 13. etapa (Marzio Bruseghin)    | Danilo Di Luca                  | Danilo Di Luca                   | Alessandro Petacchi                 | Andy Schleck                 | Lampre-Fondital           | Lampre-Fondital           |
| 14. etapa (Stefano Garzelli)    | Danilo Di Luca                  | Danilo Di Luca                   | Alessandro Petacchi                 | Andy Schleck                 | Lampre-Fondital           | Lampre-Fondital           |
| 15. etapa (Ricardo Riccò)       | Danilo Di Luca                  | Leonardo Piepoli                 | Alessandro Petacchi                 | Andy Schleck                 | Saunier Duval-Prodir      | Lampre-Fondital           |
| 16. etapa (Stefano Garzelli)    | Danilo Di Luca                  | Leonardo Piepoli                 | Alessandro Petacchi                 | Andy Schleck                 | Ceramica Panaria-Navigare | Lampre-Fondital           |
| 17. etapa (Gilberto Simoni)     | Danilo Di Luca                  | Leonardo Piepoli                 | Alessandro Petacchi                 | Andy Schleck                 | Saunier Duval-Prodir      | Lampre-Fondital           |
| 18. etapa (Alessandro Petacchi) | Danilo Di Luca                  | Leonardo Piepoli                 | Alessandro Petacchi                 | Andy Schleck                 | Saunier Duval-Prodir      | Lampre-Fondital           |
| 19. etapa (Iban Mayo)           | Danilo Di Luca                  | Leonardo Piepoli                 | Alessandro Petacchi                 | Andy Schleck                 | Saunier Duval-Prodir      | Lampre-Fondital           |
| 20. etapa (Paolo Savoldelli)    | Danilo Di Luca                  | Leonardo Piepoli                 | Alessandro Petacchi                 | Andy Schleck                 | Saunier Duval-Prodir      | Lampre-Fondital           |
| 21. etapa (Alessandro Petacchi) | Danilo Di Luca                  | Leonardo Piepoli                 | Alessandro Petacchi                 | Andy Schleck                 | Saunier Duval-Prodir      | Lampre-Fondital           |
| Celkem                          | Danilo Di Luca                  | Leonardo Piepoli                 | Alessandro Petacchi                 | Andy Schleck                 | Saunier Duval-Prodir      | Lampre-Fondital           |

## Celkové hodnocení

### Konečné pořadí
|    | Cyklista                | Tým | Čas      | UCI ProTour body |
| -- | ----------------------- | --- | -------- | ---------------- |
| 1  | Danilo Di Luca          | LIQ | 92:59:39 | 85               |
| 2  | Andy Schleck            | CSC | á 1:55   | 65               |
| 3  | Eddy Mazzoleni          | AST | á 2:25   | 50               |
| 4  | Gilberto Simoni         | SDV | á 3:15   | 45               |
| 5  | Damiano Cunego          | LAM | á 3:49   | 40               |
| 6  | Ricardo Riccò           | SDV | á 7:00   | 35               |
| 7  | Evgeni Petrov           | TCS | á 8:34   |                  |
| 8  | Marzio Bruseghin        | LAM | á 10:14  | 26               |
| 9  | Franco Pellizotti       | LIQ | á 10:44  | 22               |
| 10 | David Arroyo Duran      | GCE | á 11:58  | 19               |
| 11 | Emanuele Sella          | PAN | á 13:08  | *                |
| 12 | Paolo Savoldelli        | AST | á 13:30  | 13               |
| 13 | Iván Ramiro Parra Pinto | COF | á 14:48  | 11               |
| 14 | Leonardo Piepoli        | SDV | á 17:40  | 9                |
| 15 | Patxi Vila              | LAM | á 19:13  | 7                |
| 16 | Stefano Garzelli        | ASA | á 19:39  | *                |
| 17 | Domenico Pozzovivo      | PAN | á 23:55  | *                |
| 18 | Marco Pinotti           | TMO | á 30:18  | 3                |
| 19 | Vincenzo Nibali         | LIQ | á 31:42  | 2                |
| 20 | Mario Aerts             | PRL | á 32:48  | 1                |

### Vrchařská soutěž
|   | Cyklista          | Tým | Body |
| - | ----------------- | --- | ---- |
| 1 | Leonardo Piepoli  | SDV | 79   |
| 2 | Fortunato Baliani | PAN | 46   |
| 3 | Danilo Di Luca    | LIQ | 45   |

### Bodovací soutěž
|   | Cyklista            | Tým | Body |
| - | ------------------- | --- | ---- |
| 1 | Alessandro Petacchi | MRM | 185  |
| 2 | Danilo Di Luca      | LIQ | 130  |
| 3 | Paolo Bettini       | QSI | 120  |

### Mladý cyklista
|   | Cyklista           | Tým | Body     |
| - | ------------------ | --- | -------- |
| 1 | Andy Schleck       | CSC | 93h01:34 |
| 2 | Ricardo Riccò      | SDV | á 5:05   |
| 3 | Domenico Pozzovivo | PAN | á 22:00  |

### Týmová soutěž
|   | Tým                  | Čas       |
| - | -------------------- | --------- |
| 1 | Saunier Duval-Prodir | 278h11:31 |
| 2 | Team Liquigas        | á 3:53    |
| 3 | Lampre-Fondital      | á 6:06    |

| Stát       | UCI Kód | Tým                                |
| ---------- | ------- | ---------------------------------- |
| Itálie     | ASA     | Acqua & Sapone-Caffè Mokambo       |
| Francie    | A2R     | AG2R Prevoyance                    |
| Švýcarsko  | AST     | Astana                             |
| Francie    | BTL     | Bouygues Télécom                   |
| Španělsko  | GCE     | Caisse d'Epargne                   |
| Irsko      | PAN     | Ceramica Panaria-Navigare          |
| Francie    | COF     | Cofidis, le credit par telephone   |
| Francie    | C.A     | Credit Agricole                    |
| USA        | DSC     | Discovery Channel Pro Cycling Team |
| Španělsko  | EUS     | Euskaltel-Euskadi                  |
| Francie    | FDJ     | Française des Jeux                 |
| Německo    | GST     | Gerolsteiner                       |
| Itálie     | LAM     | Lampre-Fondital                    |
| Itálie     | LIQ     | Liquigas                           |
| Belgie     | PRL     | Predictor-Lotto                    |
| Belgie     | QSI     | Quick Step-Innergetic              |
| Nizozemsko | RAB     | Rabobank                           |
| Španělsko  | SDV     | Saunier Duval-Prodir               |
| Dánsko     | CSC     | Team CSC                           |
| Itálie     | MRM     | Team Milram                        |
| Itálie     | TCS     | Tinkoff Credit Systems             |
| Německo    | TMO     | T-Mobile Team                      |

## Účastníci
| QuickStep | Astana | Saunier Duval Prodir | Lampre-Fondital |
| --- | --- | --- | --- |
| - 1 Paolo Bettini - 2 Addy Engels - 3 Mauro Facci - 4 Leonardo Scarselli - 5 Hubert Schwab - 6 Andrea Tonti - 7 Matteo Tosatto - 8 Jurgen Van Der Walle - 9 Giovanni Visconti | - 11 Paolo Savoldelli - 12 Maxim Gourov - 13 Benoit Joachim - 14 Assan Bazayev - 15 Serguei Yakovlev - 16 Eddy Mazzoleni - 17 Andrey Mizourov - 18 Steve Morabito - 19 Dmitriy Muravyev | - 21 Gilberto Simoni - 22 Rubens Bertogliati - 23 Raivis Belohvosciks - 24 David Canada Gracia - 25 Angel Gomez Gomez - 26 Manuele Mori - 27 Iban Mayo - 28 Leonardo Piepoli - 29 Riccardo Riccò | - 31 Damiano Cunego - 32 Matteo Bono - 33 Marzio Bruseghin - 34 Marco Marzano - 35 Danilo Napolitano - 36 Gorazd Stangelj - 37 Sylvester Szmyd - 38 Paolo Tiralongo - 39 Francisco Vila Errandonea |

| Acqua & Sapone-Caffè Mokambo | AG2R Prévoyance | Bouygues Telecom | Caisse d'Epargne-Illes Balears |
| --- | --- | --- | --- |
| - 41 Stefano Garzelli - 42 Dario Andriotto - 43 Alexandr Arekeev - 44 Gabriele Balducci - 45 Massimo Codol - 46 Andrei Kunitzki - 47 Simone Masciarelli - 48 Giuseppe Palumbo - 49 Branislau Samoilau | - 51 Rinaldo Nocentini - 52 Hubert Dupont - 53 Yuriy Krivtsov - 54 Julien Loubet - 55 Laurent Mangel - 56 Lloyd Mondory - 57 Carl Naibo - 58 Christophe Riblon - 59 Aliaksandr Usau | - 61 Olivier Bonnaire - 62 Nicolas Crosbie - 63 Pierre Drancourt - 64 Yohann Gene - 65 Arnaud Labbe - 66 Yoann Le Boulanger - 67 Alexandre Pichot - 68 Franck Renier - 69 Thomas Voeckler | - 71 David Duran Arroyo - 72 Eric Berthou ) - 73 Joan Horrach Rippoll - 74 Pablo Lastras - 75 Alberto Losada - 76 Aitor Perez Arrieta - 77 Jose Joaquin Rojas Gil - 78 Alexei Markov - 79 Mathieu Perget |

| Ceramiche Panaria - Navigare | Cofidis | Crédit Agricole | Discovery Channel |
| --- | --- | --- | --- |
| - 81 Emanuele Sella - 82 Luis Felipe Laverde Jimenez - 83 Julio Alberto Perez Cuapio - 84 Andrea Pagoto - 85 Domenico Pozzovivo - 86 Fortunato Baliani ) - 87 Paride Grillo - 88 Luca Mazzanti - 89 Ariel Maximiliano Richeze | - 91 Ivan Ramiro Parra Pinto - 92 Frédéric Bessy - 93 Mickael Buffaz - 94 Hervé Duclos-Lasalle - 95 Bingen Fernandez Butinza - 96 Mathieu Heijboer - 97 Amael Moinard - 98 Tristan Valentin - 99 Steve Zampieri | - 101 Pietro Caucchioli - 102 Francesco Bellotti - 103 Laszlo Bodrogi - 104 Julian Dean - 105 Angelo Furlan - 106 Patrice Halgand - 107 Christophe Kern - 108 Thor Hushovd - 109 Nicolas Roche | - 111 Yaroslav Popovych - 112 Volodymyr Bileka - 113 Steven Cummings - 114 George Hincapie - 115 Pavel Padrnos - 116 José Luis Rubiera Vigil - 117 Jurgen Van Goolen - 118 Brian Bach Vandborg - 119 Matthew White |

| Euskaltel - Euskadi | Française des Jeux | Gerolsteiner | Liquigas |
| --- | --- | --- | --- |
| - 121 Benat Albizuri Aransolo - 122 Koldo Fernandez - 123 Dionisio Galparsoro Martinez - 124 Aitor Hernandez Gutierrez - 125 Markel Irinzara - 126 Anton Luengo Celaya ) - 127 Aketza Pena Iza - 128 Ivan Velasco Murillo - 129 Joseba Zubeldia Aguirre | - 131 Carlos Da Cruz - 132 Arnaud Gerard - 133 Timothy Gudsell - 134 Lilian Jegou - 135 Ian McLeod - 136 Cyrille Monnerais - 137 Francis Mourey - 138 Fabien Patanchon - 139 Jussi Veikkanen | - 141 Davide Rebellin - 142 Robert Förster - 143 Thomas Fothen - 144 Oscar Gatto - 145 Tim Klinger - 146 Sven Krauss - 147 Volker Ordowski - 148 Matthias Russ - 149 Oliver Zaugg | - 151 Danilo Di Luca - 152 Enrico Gasparotto - 153 Vladimir Miholjevic - 154 Vincenzo Nibali - 155 Andrea Noè - 156 Franco Pellizotti - 157 Alessandro Spezialetti - 158 Alessandro Vanotti - 159 Charles Wegelius |

| Predictor - Lotto | Rabobank | Team CSC | Team Milram |
| --- | --- | --- | --- |
| - 161 Robbie McEwen - 162 Dario David Cioni - 163 Josep Jufre Pou - 164 Matthew Lloyd - 165 Mario Aerts - 166 Jurgen Van Den Broecke - 167 Wim Vanhuffel - 168 Stefano Zanini - 169 Nick Gates | - 171 Michael Rasmussen - 172 Mauricio Alberto Ardila Cano - 173 Graeme Brown - 174 Koos Moerenhout - 175 Max Van Heeswijk - 176 Dmitry Kozontchuk - 177 Leon Van Bon - 178 William Walker - 179 Pedro Horrillo Muñoz | - 181 Fabian Cancellara ) - 182 David Zabriskie - 183 Andy Schleck - 184 Juan José Haedo - 185 Alexandr Kolobnev - 186 Michael Blaudzun - 187 Matti Breschel - 188 Volodymir Gustov - 189 Kurt-Asle Arvesen | - 191 Alessandro Petacchi - 192 Alessandro Cortinovis - 193 Sergio Ghisalberti - 194 Christian Knees - 195 Brett Lancaster - 196 Martin Müller - 197 Alberto Ongarato - 198 Fabio Sabatini - 199 Mirco Lorenzetto |

| Tinkoff | T-Mobile Team |
| --- | --- |
| - 201 Salvatore Commesso - 202 Ivan Rovny - 203 Elio Aggiano - 204 Evgeni Petrov - 205 Michail Ignaťjev - 206 Ricardo Serrano Gonzalez - 207 Nikolai Trussov - 208 Daniele Contrini - 209 Pavel Brutt | - 211 Michael Barry - 212 Lorenzo Bernucci - 213 Adam Hansen - 214 Gregory Henderson - 215 Axel Merckx - 216 Aaron Ollson - 217 Marco Pinotti - 218 František Raboň - 219 Thomas Ziegler |